# Cylindrocaulus patalis
Cylindrocaulus patalis is een keversoort uit de familie Passalidae. De wetenschappelijke naam van de soort is voor het eerst geldig gepubliceerd in 1883 door Lewis.